# Selaginel·la de muntanya
La selaginel·la de muntanya (Selaginella selaginoides) és una espècie de planta vascular sense llavors de la família selaginel·làcies.

## Característiques
És una herba reptant o ascendent, de ramificacions dicotòmiques i amb les branques estèrils horitzontals i curtes, mentre que les fèrtils són erectes. Les fulles, són totes similars, disposades en espiral, amb 1-5 dents llargues a cada costat. Les fulles esporangíferes són el doble de grans que les estèrils. Tots dos tipus de fulla tenen una lígula que els permet captar l'aigua de la rosada. Els estròbils són groguencs, terminals i solitaris i no estan ben diferenciats de la resta de la branca. Els microsporangis es disposen a l'àpex de l'estròbil i contenen nombroses espores minúscules, en canvi, els megasporangis es disposen a la part inferior i només tenen 3-4 espores.

## Distribució
És una espècie boreo-alpina i circumboreal, distribuïda per les zones àrtiques i de muntanya de les regions temperades d'Europa, Amèrica i Àsia, com també a l'illa del Hierro a Canàries. Es troba als dos vessants dels Pirineus, als estatges subalpí i alpí, per sobre dels 1300 m i fins als 2500 m en torberes, molleres, marges herbosos dels cursos d'aigua i matollars d'alta muntanya amb indiferència del substrat. A Catalunya és freqüent a tots els Pirineus, des de la vall d'Aran al Ripollès.